# Kardinálispintyfélék
A kardinálispintyfélék  (Cardinalidae) a madarak osztályának verébalakúak (Passeriformes) rendjébe tartozó család.

## Rendszerezésük
A családot Robert Ridgway írta le 1901-ben, az alábbi nemek és fajok tartoznak ide:
- Habia – 5 faj
- Chlorothraupis – 4 faj
- Cardinalis – 3 faj
- Caryothraustes – 2 faj
- Rhodothraupis – 1 faj
- Periporphyrus – 1 faj
- Piranga - 12 faj
- Pheucticus – 6 faj
- Granatellus – 3 faj
- Spiza Bonaparte, 1824 – 1 faj
  - préripinty (Spiza americana)
- Amaurospiza - 4 faj
- Cyanoloxia – 4 faj
- Passerina – 7 faj
- Cyanocompsa – 1 faj

## Képek

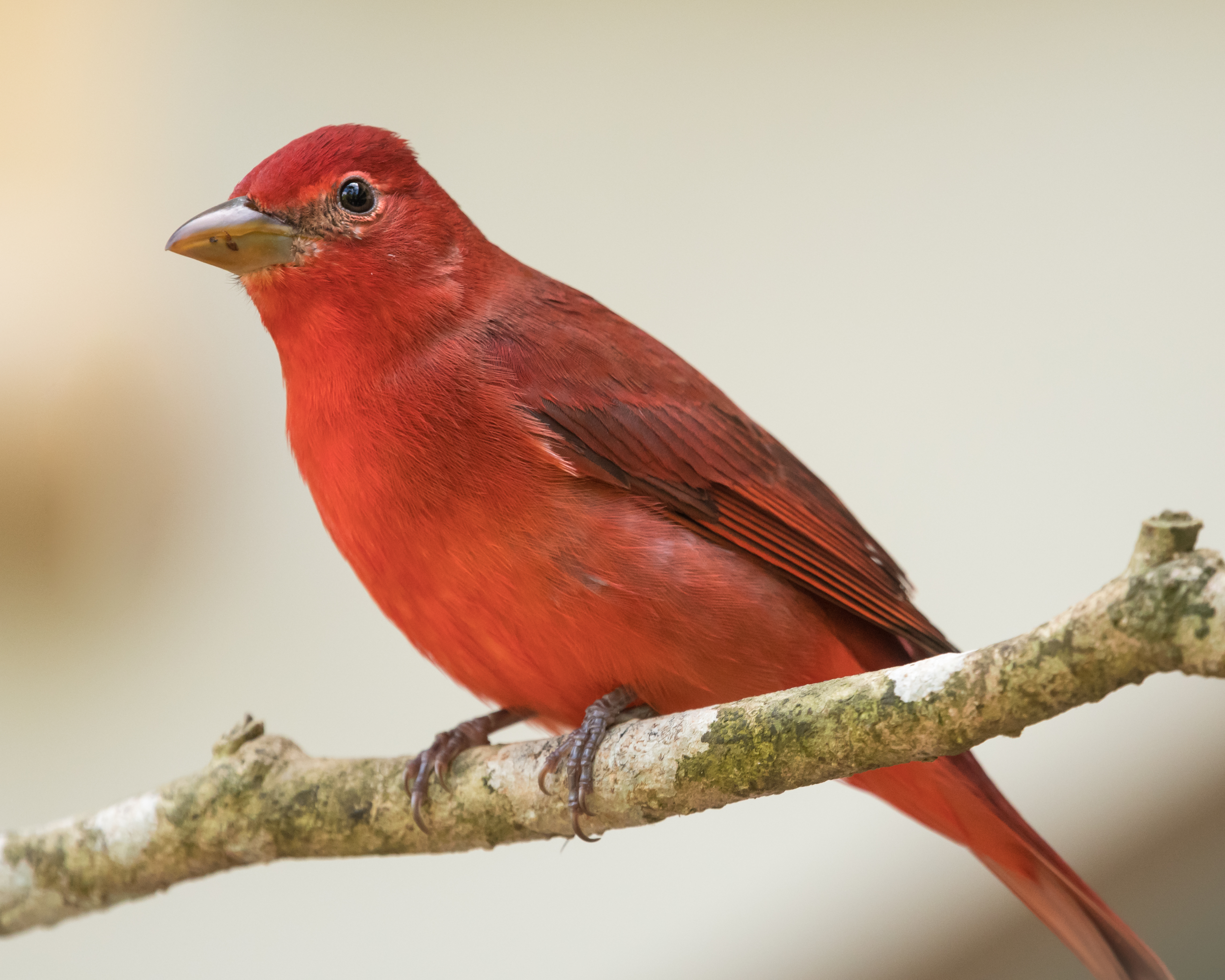
Piros tangara (Piranga rubra)
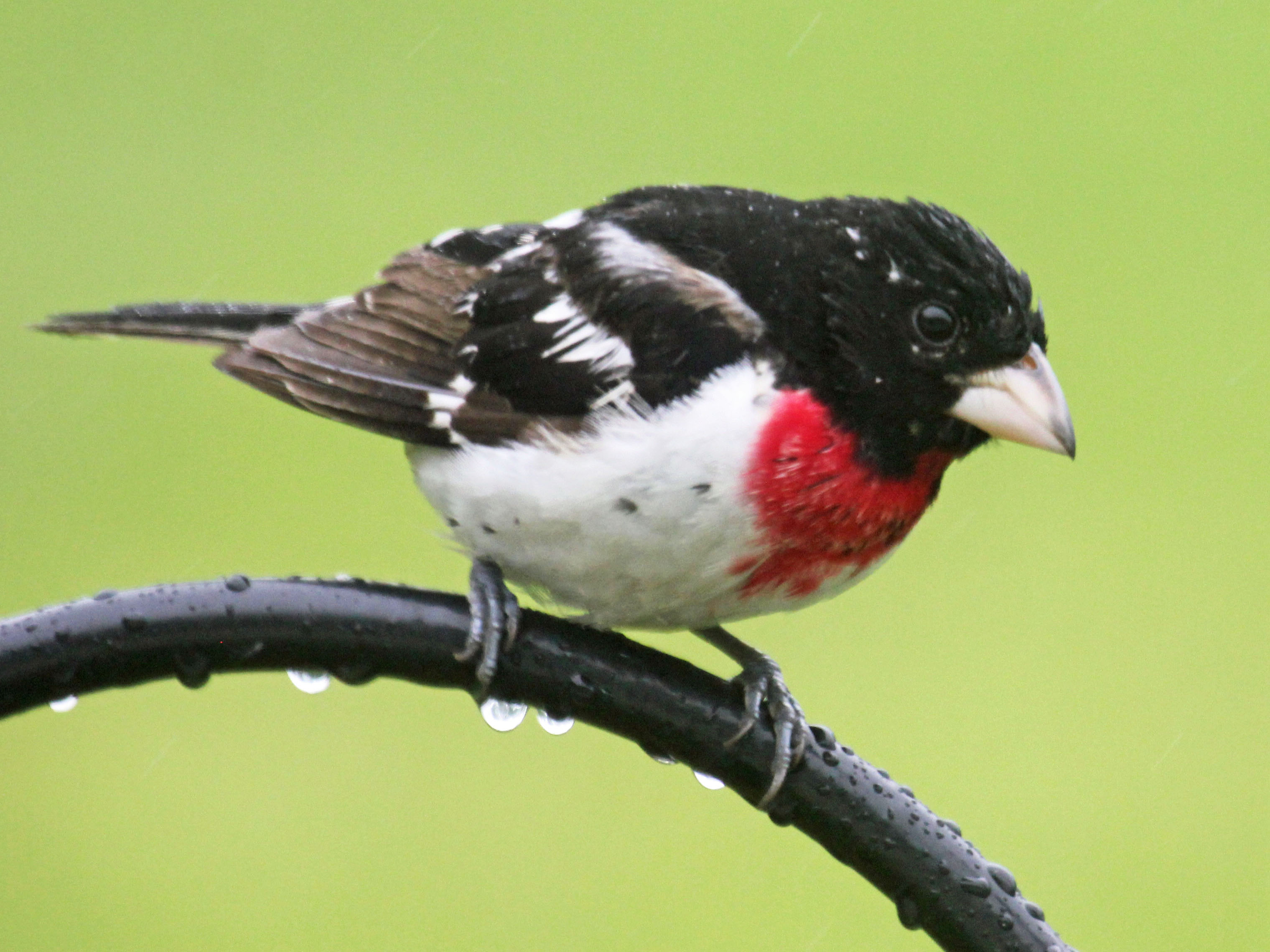
Rózsásmellű magvágó (Pheucticus ludovicianus)
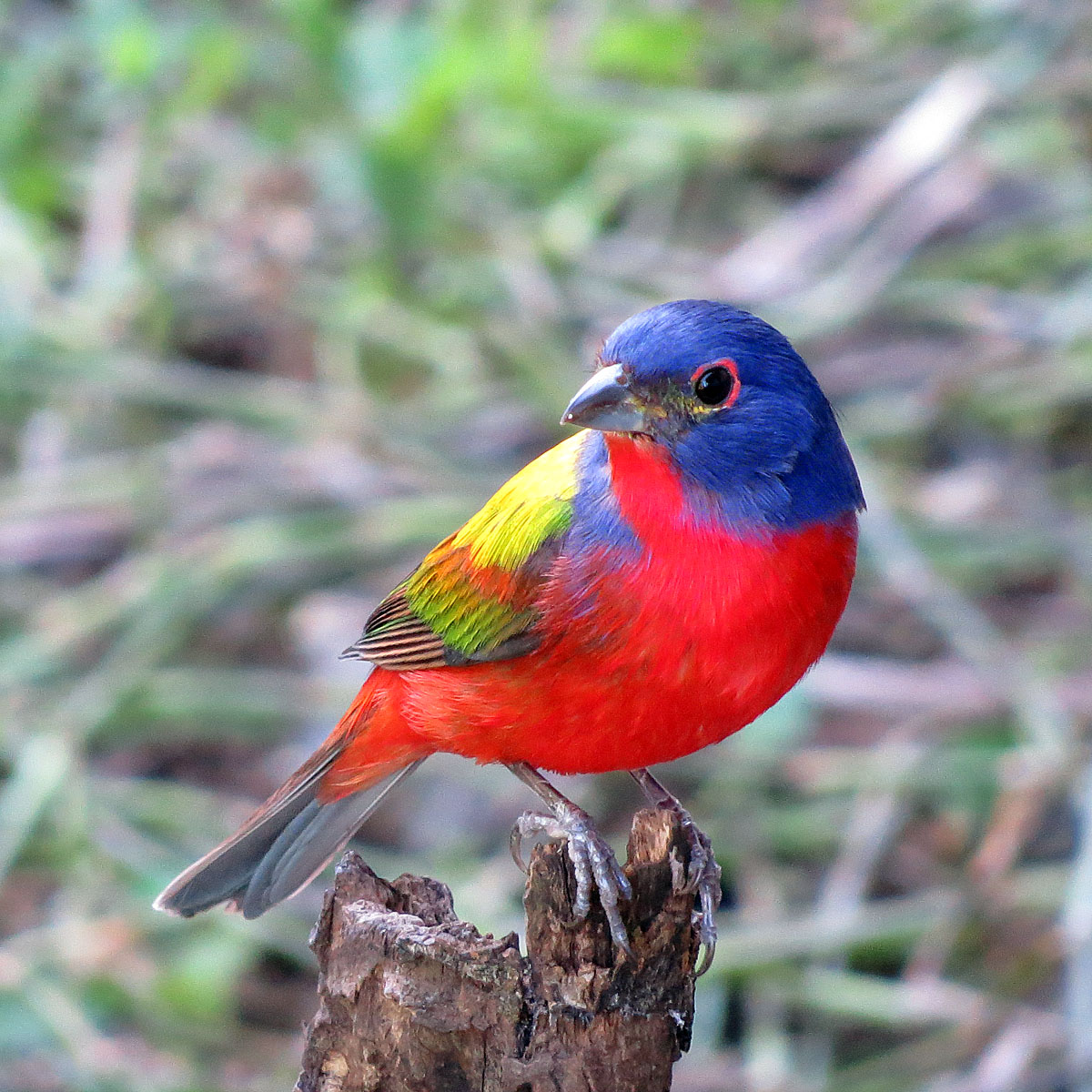
Pápapinty (Passerina ciris)
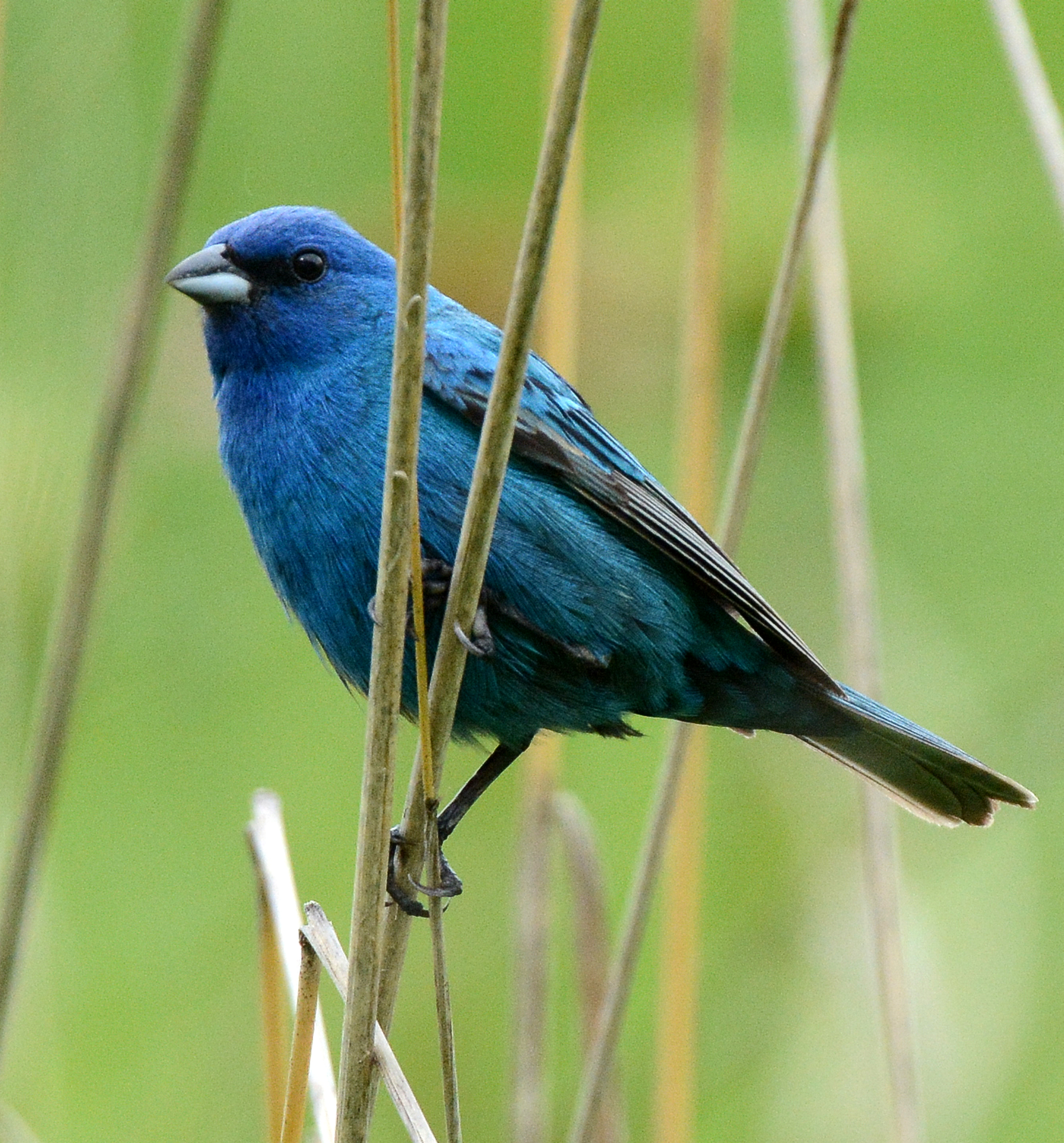
Indigópinty (Passerina cyanea)
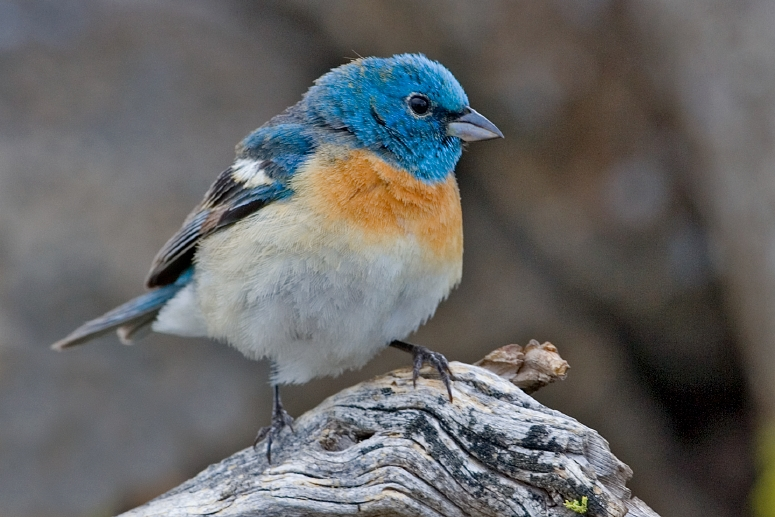
Azúrpinty (Passerina amoena)